# Вариашу Маре (Арад)
Вариашу Маре (рум. Variașu Mare) насеље је у Румунији у округу Арад у општини Иратошу. Oпштина се налази на надморској висини од 100 m.

## Становништво
Према подацима из 2002. године у насељу је живело 371 становника.

### Попис2002.
| Расподела становништва по националности 2002.‍ | Расподела становништва по националности 2002.‍ | Расподела становништва по националности 2002.‍ | Расподела становништва по националности 2002.‍ | Расподела становништва по националности 2002.‍ |
| --------------------------------------------- | --------------------------------------------- | --------------------------------------------- | --------------------------------------------- | --------------------------------------------- |
|                                               |                                               |                                               |                                               |                                               |
| Румуни                                        | Румуни                                        |                                               | 103                                           | 27,8%                                         |
| Мађари                                        | Мађари                                        |                                               | 268                                           | 72,2%                                         |